# Stephen Stills
Cet article concerne l'auteur-compositeur-interprète. Pour son premier album, voir Stephen Stills (album). Pour les autres significations, voir Stills.
Stephen Arthur Stills, est un chanteur, auteur-compositeur-interprète, multi-instrumentiste américain (il joue aussi bien la guitare, la basse et les claviers que les percussions), né le 3 janvier 1945  à Dallas (États-Unis). Il est surtout connu pour avoir fait partie des groupes Buffalo Springfield, Crosby, Stills & Nash, Crosby, Stills, Nash & Young et Manassas. Parmi ses chansons les plus connues : For What It's Worth, Suite: Judy Blue Eyes, Love the One You’re With, Black Queen, Change Partners, Southern Cross, Treetop Flyer et 4+20.

## Biographie

### Ses débuts
Stephen Stills est né à Dallas en 1945, fils de William Arthur Stills (1915-1986) et de Talitha Quintilla Collard  (1919-1996). Son père, ingénieur, spécialisé dans la construction de charpentes, parcourt les États-Unis et l'Amérique centrale dans cette période d'après-guerre, de baby boom et de construction. Il voyage donc beaucoup pendant sa jeunesse, notamment au Costa Rica et au canal de Panama, il en retire de l’intérêt pour la musique latine, le blues et le folk.
Il abandonne très tôt ses études pour faire de la musique. Le premier groupe dont il fait partie s'appele «  The Au Go Go Singers » car il se produit au café « Au Go Go » de New York, compte neuf membres dont Richie Furay que Stills retrouvera plus tard dans le groupe Buffalo Springfield. Un album, They Call Us The Au Go-Go Singers, sort en 1964, ce sera leur unique disque.
Ce groupe dévie vers le folk/rock « The Company » qui part en tournée au Canada, où Stills rencontre un jeune guitariste canadien, Neil Young.

### Buffalo Springfield et Crosby, Stills, Nash and Young
En 1966, Stills convainc Furay de partir avec lui en Californie pour fonder un groupe de rock. Ce projet est à la base de la formation du groupe Buffalo Springfield, toujours en 1966 à Los Angeles,. Le succès du groupe se fait sur 3 albums : Buffalo Springfield (1966), Buffalo Springfield Again (1967), et Last Time Around (1968) mais avant même la sortie du troisième disque, ils se séparent. Stills enregistre alors l'album Super Session avec Al Kooper et Mike Bloomfield. Puis, il fait la connaissance de David Crosby, éjecté en automne 1967 des Byrds, qui lui présente Graham Nash, en partance du groupe britannique The Hollies. Une association naît de ces nouvelles amitiés, Crosby, Stills & Nash et un premier album éponyme sort en 1969, puis apres que l'ex-Buffalo Springfield Neil Young les ait rejoint, le trio devient quatuor et s'appele désormais Crosby, Stills, Nash and Young. C'est sous cette forme qu'ils participent au festival de Woodstock, qui eut lieu du 15 au 18 Août 1969. Leur album verra le jour en 1970, Déjà Vu, et sera un franc succès dès sa sortie.
Stephen joue aussi avec Jimi Hendrix sur des titres qui paraitront sur des albums posthume, d'abord le 30 Septembre 1969, il joue l'orgue et fait les chœurs sur une de ses propres compositions,20$ Fine qui se retrouvera en 2018 sur la compilation Both Sides of the Sky. Aussi en 1970, il est au piano sur My Friend de l'album sorti en 1971, The Cry of Love. Par la suite, on le retrouve à la basse sur Somewhere qui est parue sur le disque People, Hell and Angels, sorti en 2013. Ensuite, sur la compilation de 2018, Both Sides of the Sky, outre la chanson précitée , $20 Fine, il apparait aussi sur une interprétation de Hendrix du morceau de Joni Mitchell, Woodstock.

## Carrière solo

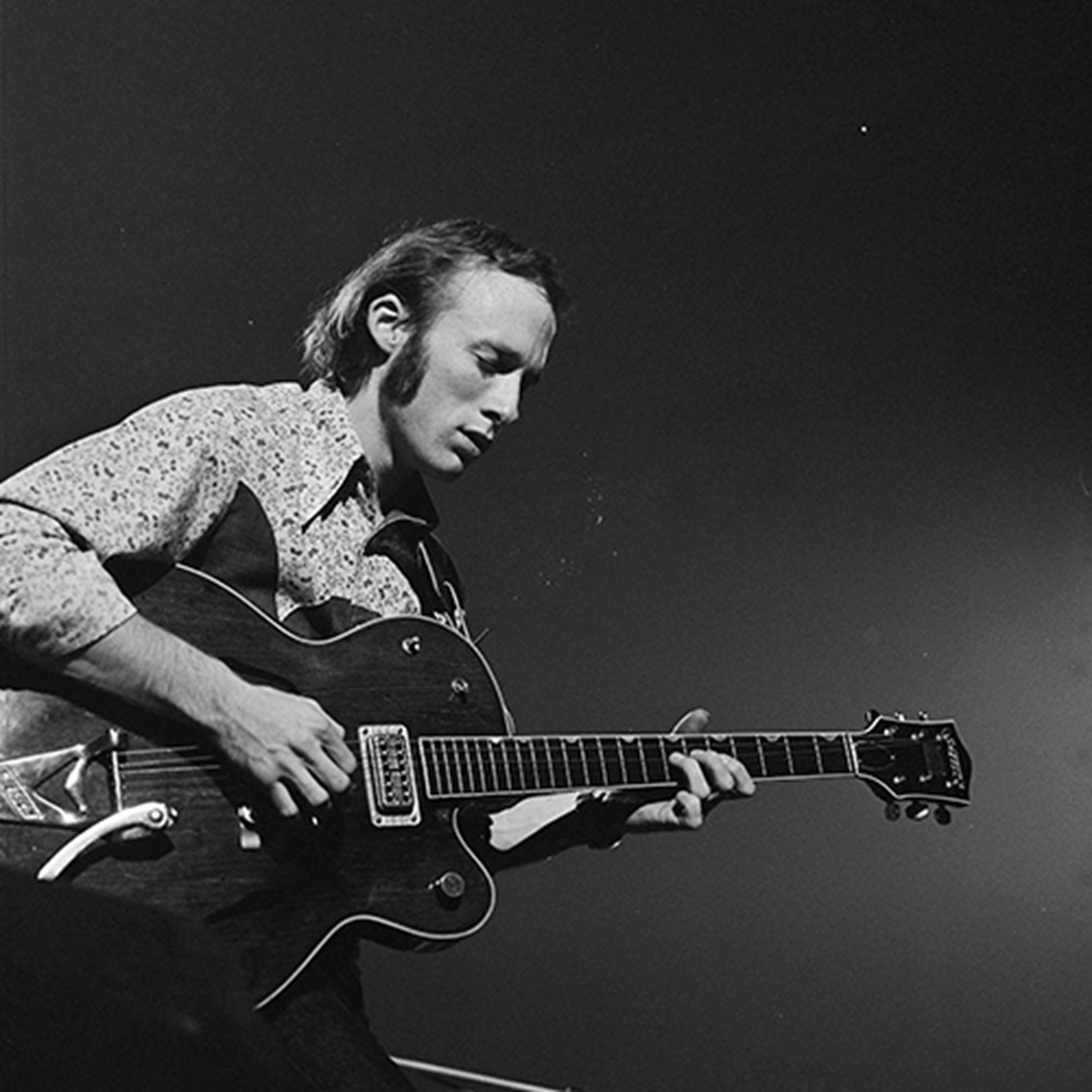
Stephen Stills (1972)

Forts du succès des deux premiers albums de CSN, Crosby, Stills & Nash et Déjà vu, Stephen Stills et ses compères éprouvent le besoin de réaliser des albums en solo.
Son premier album solo, Stephen Stills, produit en 1970, regroupe des titres comme Love the One You’re With, Black Queen, Sit Yourself Down et We Are Not Helpless. Pour cette œuvre, il  bénéficie de l'aide d'Eric Clapton, Ringo Starr, John Sebastian, et bien sûr David Crosby et Graham Nash ainsi que celle de son ami Jimi Hendrix (qui a joué la guitare solo sur Old Times Good Times), ce dernier est décédé le 18 septembre 1970, Stephen lui a dédié l'album. Toujours en 1970, Stephen joue sur le premier album solo éponyme de Eric Clapton, il joue la basse sur Let It Rain.
L’album suivant Stephen Stills 2 contient les tubes Change Partners et Marianne. Il bénéficie à nouveau de l'aide d'Eric Clapton, mais aussi de Nils Lofgren à la guitare, Billy Preston et Dr. John aux claviers, etc, .
En 1972, Stills fonde le groupe Manassas avec Chris Hillman, ex Byrds, et six autres musiciens (dont Al Perkins à la pedal steel) incluant une section rythmique composé de Joe Lala (percussions), Dallas Taylor (batterie) et Calvin Samuels (basse), ainsi que Bill Wyman des Rolling Stones sur la chanson Love Gangster.
Le résultat de leur collaboration donne un double album qui a beaucoup de succès (disque d'or en un mois après sa diffusion) et constitue un chef-d'œuvre de la musique West Coast mettant en valeur tous les styles musicaux que Stills apprécie : le rock n'roll sophistiqué (Rock n'roll crazy, Love gangster), le folk (So begin the task, Colorado), la country (Jet set sight), le rock latino et le blues. Il comprend les titres : It Doesn’t Matter, Johnny’s Garden, The Love Gangster et Blues Man (en hommage à Jimi Hendrix, Al Wilson et Duane Allman du Allman Brothers Band). Durant un des concerts de Manassas, Stephen Stills a rencontré la chanteuse française Véronique Sanson, et ils se sont mariés peu de temps après.
Stills traverse ensuite une période difficile due à ses addictions à l'alcool et aux drogues, au délitement de son couple avec Véronique Sanson, qu'un long et douloureux divorce solde. Neil Young lui vient en aide et lui propose d’enregistrer à nouveau ensemble.
En 1976, Stills et Young enregistrent en duo Long May You Run mais se disputent une fois de plus en tournée, Young (par obligation contractuelle) ne veut être accompagné que par son propre groupe Crazy Horse alors que Stills préfère avoir des musiciens de studio.
Par la suite, Steven continue d'enregistrer des disques en solo et collabore régulièrement avec David Crosby et Graham Nash, parfois aidés par Neil Young comme dans American Dream et Looking Forward.
Toujours dépendant de la cocaïne, de l'héroïne et de l'alcool, et fortement perturbé par son divorce d'avec Véronique Sanson, Stills vit une véritable déchéance à partir de 1976 et son album Illegal Stills. Il ne publie que l'album Right By You en 1984 puis en 1991 le discret Stills Alone.
En octobre 2008, il effectue une tournée européenne qui passe le 5 octobre à l'Olympia de Paris. Son fils Christopher Stills, devenu musicien (Jules César dans la comédie musicale Cléopâtre), ainsi que son ex-épouse Véronique Sanson le rejoignent sur scène à la fin du concert. La tournée se poursuit en Belgique, en Italie, en Angleterre et s'achève le 22 octobre à Dublin (Irlande).

## Vie privée
En 1967, Stills se lie à Judy Collins. Leur relation houleuse lui inspire plusieurs chansons dont Suite: Judy Blue Eyes.
Au cours d'une tournée de Manassas en France, il rencontre la chanteuse française Véronique Sanson. Il l'épouse en 1973 et l'emmène aux États-Unis. Ils ont un fils, Christopher Stills, en 1974, mais divorcent en 1979. Il épouse ensuite le mannequin Pamela Anne Jordan en 1987, puis Kristen Hathaway en 1996.

## Discographie

### Solo
Albums studio : 
- 1970 : Stephen Stills
- 1971 : Stephen Stills 2
- 1975 : Stills
- 1976 : Illegal Stills
- 1978 : Thoroughfare Gap
- 1984 : Right By You
- 1991 : Stills Alone
- 2005 : Man Alive!

Albums live : 
- 1975 : Stephen Stills Live
- 2009 : Live At The Shepherd's Bush

Album Démo : 
- 2007 : Just Roll Tape - April 26th, 1968

Compilations : 
- 1976 : Still Stills: The Best of Stephen Stills
- 2003 : Turning Back The Pages
- 2013 : Carry On

### The Au Go Go Singers
Groupe formé entre autres de Stephen Stills et Richie Furay, 2 ans avant qu'ils ne forment Buffalo Springfield. 
- 1964 : They Call Us The Au Go Go Singers

### Buffalo Springfield
Albums studio :
- 1967 : Buffalo Springfield
- 1967 : Buffalo Springfield Again
- 1968 : Last Time Around

Compilations :
- 1969 : Retrospective - Best of Buffalo Springfield
- 2001 : Box Set - Coffret 5 CD

### Crosby, Stills & Nash
Albums studio :
- 1969 : Crosby, Stills and Nash
- 1977 : CSN
- 1982 : Daylight Again
- 1990 : Live It Up
- 1994 : After the Storm

Album live :
- 1983 : Allies

Compilations :
- 1980 : Replay
- 2005 : Greatest Hits

Coffret :
- 1991 : CSN - Coffret de 4 CD couvrant la carrière du trio de leurs débuts jusqu'à la fin des années 1980. Avec des démos, des inédits et des chansons live. Vient avec un livret.

### Crosby, Stills, Nash & Young
Albums studio :
- 1970 : Déjà Vu
- 1988 : American Dream
- 1999 : Looking Forward

Albums live :
- 1971 : 4 Way Street
- 2008 : Déjà Vu Live
- 2014 : CSNY 1974 - Coffret retraçant la tournée de 1974. Sur 3 CD et 1 DVD.

Compilations :
- 1974 : So Far
- 1998 : Carry On - (2 CD)
- 2009  : Demos

Woodstock :
- 1970 : Woodstock: Music from the Original Soundtrack and More - Contient 3 chansons Suite: Judy Blue Eyes, Sea of Madness et Wooden Ships.

### Manassas
Albums studio:
- 1972 : Manassas
- 1973 : Down the Road

Compilation :
- 2007 : Pieces

### The Stills-Young Band
- 1976 : Long May You Run

### The Rides
The Rides consiste en un groupe formé de Stehen Stills, Kenny Wayne Shepherd et Barry Goldberg.
- 2013 : Can't Get Enough
- 2016 : Pierced Arrow

### Stills Collins
- 2017 : Everybody Knows - Avec Judy Collins

### Participations
- 1968 : Song to a Seagull de Joni Mitchell - Basse sur une chanson - Produit par David Crosby
- 1968 : Dream a Little Dream de Mama Cass - Guitare, chant
- 1968 : Who Knows Where the Time Goes de Judy Collins - Guitare, basse
- 1968 : Any Day Now: Songs of Bob Dylan de Joan Baez - Guitare
- 1968 : Head de The Monkees - Guitare
- 1968 : Richard P. Havens, 1983 de Richie Havens - Guitare
- 1968 : Super Session avec Mike Bloomfield et Al Kooper - Guitare électrique face B
- 1969 : Clouds de Joni Mitchell - Guitare, basse
- 1969 : Volunteers de Jefferson Airplane - Orgue
- 1970 : John B. Sebastian de John Sebastian - Guitare
- 1970 : Eric Clapton de Eric Clapton - Guitare, basse, chœurs
- 1970 : You Can Be Anyone This Time Around de Timothy Leary - Guitare
- 1970 : Ladies of The Canyon de Joni Mitchell - Chœurs
- 1970 : Doris Troy de Doris Troy - Guitare
- 1970 : After the Gold Rush de Neil Young - Chœurs
- 1971 : Rita Coolidge de Rita Coolidge - Guitares
- 1971 : The Cry of Love de Jimi Hendrix - Piano
- 1971 : Just as I Am de Bill Withers - Guitare
- 1971 : Blue de Joni Mitchell - Guitare, basse
- 1972 : Harvest de Neil Young - Chœurs
- 1972 : Smokin' de Humble Pie - Chœurs sur "Hot 'n' Nasty"
- 1972 : Rolling Thunder de  Mickey Hart - Basse, mixing
- 1972 : For the Roses de Joni Mitchell - Guitare, basse, batterie
- 1972 : Journey Through the Past de Neil Young - Guitare électrique, chant, chœurs
- 1973 : Wild Tales de Graham Nash - Guitare, piano électrique sous le pseudonyme de Harry Halex
- 1974 : Le Maudit de Véronique Sanson - Basse, mixing
- 1974 : Juke Joint Jump de Elvin Bishop - Guitare
- 1975 : Metamorphosis des Rolling Stones - Aurait joué la guitare sur I'm Going Down
- 1975 : Zuma de Neil Young - Basse, mixing
- 1976 : Children of the World des Bee Gees - Percussion on You Should Be Dancing
- 1976 : Saturday Night Fever des Bee Gees - Idem que précédemment
- 1977 : Let It Flow de Dave Mason - Chœurs
- 1978 : Mariposa de Oro de Dave Mason - Chœurs
- 1979 : A Rusty Halo de Hoyt Axton - Guitare
- 1979 : Havana Jam - Artistes variés - A contribué avec la chanson Cuba Al Fin
- 1980 : Earth & Sky de Graham Nash - Guitare rythmique
- 1980 : Plantation Harbor de Joe Vitale - Chant
- 1981 : MSG de Michael Schenker Group - Chœurs
- 1981 : Stop and Smell the Roses de Ringo Starr - Chant, guitare solo, production sur "You've Got a Nice Way"
- 1982 : Break of Dawn de Firefall - Guitare électrique, piano chant
- 1982 : Priez Pour Moi de Bernard Swell - Guitare
- 1985 : Ren-Ai-Kodoku-Bito de Yuko Ishikawa - Guitare
- 1986 : Steve Alaimo de Steve Alaimo - Guitare
- 1992 : Partners de Flaco Jimenez - A écrit Change Partners, chant, guitare acoustique
- 1997 : First Rays of the New Rising Sun de Jimi Hendrix - Piano
- 1998 : He Got Game de Public Enemy - Chant, guitare
- 1999 : Blues Blues Blues de The Jimmy Rodgers All Stars - Chant, guitare
- 2006 : Heartbeat of Love de Richie Furay - Chœurs
- 2012 : Americana de Neil Young and Crazy Horse - Guitare, chant
- 2013 : People, Hell and Angels de Jimi Hendrix - Basse
- 2014 : All You Can Do de Watsky - Chant
- 2018 : Both Sides of the Sky de Jimi Hendrix - A écrit 20$ Fine, orgue et chœurs sur cette dernière et sur Woodstock de Joni Mitchell.

## Filmographie
- 1970 : Woodstock de Michael Wadleigh - Apparait d'abord avec CSN sur Suite: Judy Blue Eyes puis avec CSNY sur Sea of Madness et Wooden Ships.
- 1973 :Journey Through the Past de Neil Young - Musique de Neil Young et CSNY.